# Cerveja de painço

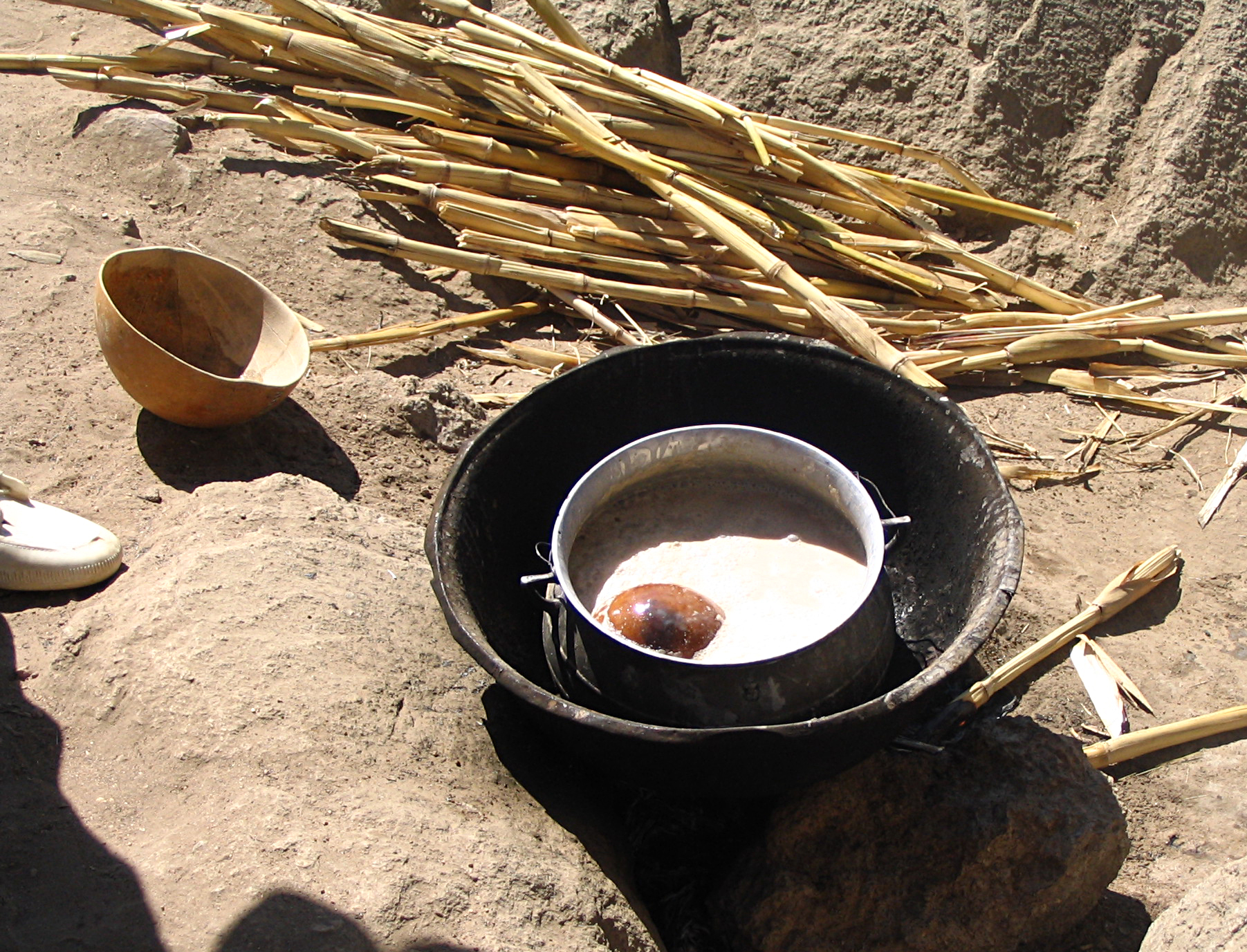
Cerveja de painço em Rhumsiki, Província do Extremo Norte, Camarões

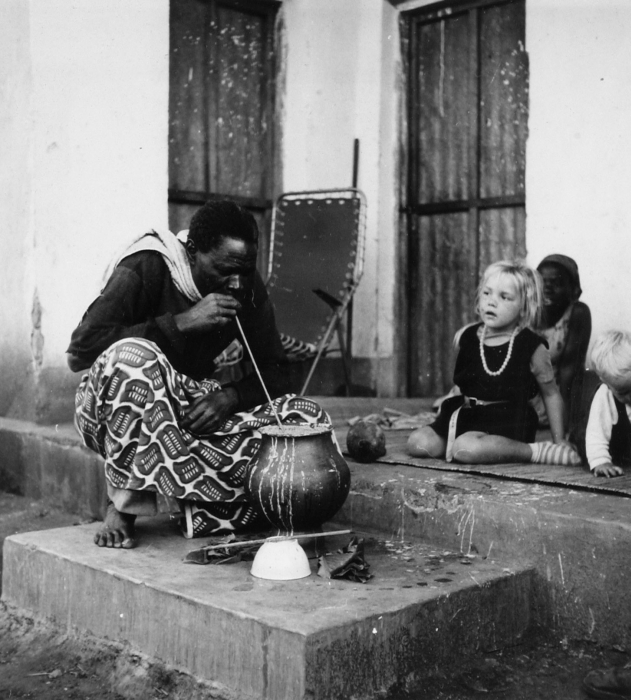
Um homem bebendo pombe na varanda de Bonno Thoden van Velzen (vila de Ibala, 1967).

A cerveja de painço, também conhecida como cerveja bantu, malwa, pombe "Tchouk" ou cerveja opaca, é uma bebida alcoólica feita de painço maltado que é comum em toda a África.  Seu processo de produção varia entre as regiões e nas partes da África Austral é mais comumente conhecida como umqombothi. A cerveja de painço varia em sabor e teor alcoólico entre os grupos étnicos. É servida em cabaças.

## Processo de produção
Os grãos de milheto são embebidos em água morna até brotarem, com o objetivo de aumentar o teor de maltose no grão. O milheto é então seco para interromper o processo de germinação. O grão maltado é então pulverizado e misturado com água. Essa mistura é comumente conhecida como mosto. O mosto é posteriormente fervido para remover qualquer potencial ameaça bacteriana. Uma vez que o processo de fervura esteja completo e o mosto esfrie, o fermento é adicionado. A mistura é então deixada fermentar. Todo o processo leva cinco dias.